# 中国（唐山）工业博物馆
中国（唐山）工业博物馆，位于河北省唐山市路北区北新东道与龙泽路交叉口东北角，是河北省首个工业文化综合博览中心。

## 历史
中国唐山工业博物馆原为唐山城市展览馆，由原唐山面粉厂房改造，建成于2008年。2017年5月，中共唐山市委、唐山市人民政府决定实施中国（唐山）工业博物馆项目，为即将在唐山市举办的全国工业旅游大会增添亮点，并于同年6月正式启动。该项目由南湖管委会负责，项目建设单位为南湖投资集团，于2017年6月启动建设施工、运营筹备等工作，利用大城山西麓的原城市展览馆建筑及周边环境整体规划改造。2017年9月16日，中国（唐山）工业博物馆进入试运营阶段，在博物馆七馆之一的“工业之星”展演中心举行“工业与生态的完美结合——世界大型珍稀昆虫展”科普活动，市民可免费参观。

## 展出结构
博物馆位于大城山西麓，占地面积110亩，场馆面积6000余平方米。园区规划为一轴、两区。
- 一轴：为百年工业之路文化长廊，展示了四次工业革命及中国近现代工业的发展。
- 两区：
  - 室外景观艺术区，展示唐山工业发展成果及代表人物[2][4]。
  - 室内七馆文博体验区。

  1. “工业之星”展演中心，是展示体验区。
  2. “工业之路”文明馆，是展示体验区。
  3. 茅以升数字馆，是VR动感体验区。
  4. 汉斯·昆德生活馆，是陶瓷文化体验创作区。
  5. 詹天佑实践馆，以互动方式体验展品。
  6. 周学熙会客厅，是餐厅。
  7. 金达音乐吧，融合西方音乐元素的餐饮空间。[2][4]。